# Vittorio Molinari
Vittorio Molinari (Piovene, 5 maggio 1896 – Plainfield, 12 gennaio 1951) è stato un chimico e calciatore italiano, di ruolo terzino.
Era noto, nell'ambiente calcistico, come Molinari II, per distinguerlo dal fratello Henry o Molinari I, con il quale militò tra le file dell'Associazione Milanese del Calcio.

## Biografia
Figlio del chimico ed anarchico Ettore Molinari e di Elena Delgrossi, ebbe sei fratelli: Amile, Ribelle, il già citato Henry, Alessandro, Iride e Libero.
Sua istitutrice fu Nella Giacomelli, una delle fondatrici del periodico il Grido della Folla, che divenne in seguito la compagna del padre.
Nel periodo precedente alla Grande Guerra, giocò nella massima serie calcistica italiana tra le file della Juventus Italia e dell'Associazione Milanese del Calcio.
Lasciata l'attività sportiva divenne un chimico come il padre ed il fratello Henry.
Impegnato politicamente come il padre, venne arrestato nel maggio 1928 insieme ai fratelli ed alla Giacomelli a causa di un loro possibile coinvolgimento in un attentato ai danni di Benito Mussolini e dei loro contatti con l'anarchico Camillo Berneri.
Morì a Plainfield, New Jersey, il 12 gennaio 1951.

### Carriera sportiva
Molinari militò nella Juventus Italia nella stagione 1913-1914, sodalizio con cui ottenne l'ottavo posto del Girone Lombardo.
Vestì anche la maglia dell'Associazione Milanese del Calcio, club in cui giocava anche il fratello Henry.